# Coppa Davis 1991
La Coppa Davis 1991 è stata l'80ª edizione del massimo torneo riservato alle nazionali maschili di tennis. Vi hanno partecipato 87 nazioni. Nella finale, disputata dal 29 novembre al 1º dicembre al Palais des Sports de Gerle di Lione, la Francia ha battuto gli Stati Uniti.
Durante il torneo, in Jugoslavia stava iniziando il processo di dissoluzione. Il tennista croato Goran Ivanišević, dopo la dichiarazione di indipendenza della Croazia, decise di non giocare più con la squadra jugoslava.

## Gruppo Mondiale
| Squadre partecipanti | Squadre partecipanti | Squadre partecipanti | Squadre partecipanti |
| Argentina            | Australia            | Austria              | Belgio               |
| Canada               | Cecoslovacchia       | Francia              | Germania             |
| Israele              | Italia               | Messico              | Nuova Zelanda        |
| Spagna               | Svezia               | Stati Uniti          | Jugoslavia           |
| -------------------- | -------------------- | -------------------- | -------------------- |

### Tabellone
|  | Primo turno 1º febbraio - 31 marzo       | Primo turno 1º febbraio - 31 marzo | Primo turno 1º febbraio - 31 marzo       |                             |             | Quarti di finale marzo - giugno | Quarti di finale marzo - giugno | Quarti di finale marzo - giugno |   |  | Semifinali 20-22 settembre | Semifinali 20-22 settembre        | Semifinali 20-22 settembre |   |  | Finale 29 novembre - 1º dicembre | Finale 29 novembre - 1º dicembre | Finale 29 novembre - 1º dicembre |
|  |                                          |                                    |                                          |                             |             |                                 |                                 |                                 |   |  |                            |                                   |                            |   |  |                                  |                                  |                                  |
|  | Città del Messico, Messico (Cemento)     |                                    |                                          |                             |             |                                 |                                 |                                 |   |  |                            |                                   |                            |   |  |                                  |                                  |                                  |
|  |                                          | Stati Uniti                        | 3                                        |                             |             |                                 |                                 |                                 |   |  |                            |                                   |                            |   |  |                                  |                                  |                                  |
|  |                                          | Stati Uniti                        | 3                                        | Newport, Stati Uniti (erba) |             |                                 |                                 |                                 |   |  |                            |                                   |                            |   |  |                                  |                                  |                                  |
|  |                                          | Messico                            | 2                                        |                             |             |                                 |                                 |                                 |   |  |                            |                                   |                            |   |  |                                  |                                  |                                  |
|  |                                          | Messico                            | 2                                        |                             | Stati Uniti | 4                               |                                 |                                 |   |  |                            |                                   |                            |   |  |                                  |                                  |                                  |
|  | Murcia, Spagna (Terra)                   |                                    |                                          |                             | Stati Uniti | 4                               |                                 |                                 |   |  |                            |                                   |                            |   |  |                                  |                                  |                                  |
|  |                                          |                                    | Spagna                                   | 1                           |             |                                 |                                 |                                 |   |  |                            |                                   |                            |   |  |                                  |                                  |                                  |
|  |                                          | Spagna                             | Spagna                                   | 1                           | 4           |                                 |                                 |                                 |   |  |                            |                                   |                            |   |  |                                  |                                  |                                  |
|  |                                          | Spagna                             |                                          |                             | 4           |                                 | Kansas City, USA (Terra indoor) |                                 |   |  |                            |                                   |                            |   |  |                                  |                                  |                                  |
|  |                                          | Canada                             | 1                                        |                             |             |                                 |                                 |                                 |   |  |                            |                                   |                            |   |  |                                  |                                  |                                  |
|  |                                          |                                    |                                          |                             |             |                                 |                                 | Stati Uniti                     | 3 |  |                            |                                   |                            |   |  |                                  |                                  |                                  |
|  | Christchurch, Nuova Zelanda (erba)       |                                    |                                          |                             |             |                                 |                                 | Stati Uniti                     | 3 |  |                            |                                   |                            |   |  |                                  |                                  |                                  |
|  |                                          |                                    | Germania                                 | 2                           |             |                                 |                                 |                                 |   |  |                            |                                   |                            |   |  |                                  |                                  |                                  |
|  |                                          | Argentina                          | Germania                                 | 2                           | 4           |                                 |                                 |                                 |   |  |                            |                                   |                            |   |  |                                  |                                  |                                  |
|  |                                          | Argentina                          | Berlino, Germania (Sintetico indoor)     |                             | 4           |                                 |                                 |                                 |   |  |                            |                                   |                            |   |  |                                  |                                  |                                  |
|  |                                          | Nuova Zelanda                      | 1                                        |                             |             |                                 |                                 |                                 |   |  |                            |                                   |                            |   |  |                                  |                                  |                                  |
|  |                                          | Nuova Zelanda                      | 1                                        |                             | Argentina   | 0                               |                                 |                                 |   |  |                            |                                   |                            |   |  |                                  |                                  |                                  |
|  | Dortmund, Germania (Sintetico indoor)    |                                    |                                          |                             | Argentina   | 0                               |                                 |                                 |   |  |                            |                                   |                            |   |  |                                  |                                  |                                  |
|  |                                          |                                    | Germania                                 | 5                           |             |                                 |                                 |                                 |   |  |                            |                                   |                            |   |  |                                  |                                  |                                  |
|  |                                          | Germania                           | Germania                                 | 5                           | 3           |                                 |                                 |                                 |   |  |                            |                                   |                            |   |  |                                  |                                  |                                  |
|  |                                          | Germania                           |                                          |                             | 3           |                                 |                                 |                                 |   |  |                            | Lione, Francia (Sintetico indoor) |                            |   |  |                                  |                                  |                                  |
|  |                                          | Italia                             | 2                                        |                             |             |                                 |                                 |                                 |   |  |                            |                                   |                            |   |  |                                  |                                  |                                  |
|  |                                          |                                    |                                          |                             |             |                                 |                                 |                                 |   |  |                            |                                   | Stati Uniti                | 1 |  |                                  |                                  |                                  |
|  | Zagabria, Jugoslavia (Terra indoor)      |                                    |                                          |                             |             |                                 |                                 |                                 |   |  |                            |                                   | Stati Uniti                | 1 |  |                                  |                                  |                                  |
|  |                                          |                                    | Francia                                  | 3                           |             |                                 |                                 |                                 |   |  |                            |                                   |                            |   |  |                                  |                                  |                                  |
|  |                                          | Jugoslavia                         | Francia                                  | 3                           | 4           |                                 |                                 |                                 |   |  |                            |                                   |                            |   |  |                                  |                                  |                                  |
|  |                                          | Jugoslavia                         | Praga, Cecoslovacchia (Sintetico indoor) |                             | 4           |                                 |                                 |                                 |   |  |                            |                                   |                            |   |  |                                  |                                  |                                  |
|  |                                          | Svezia                             | 1                                        |                             |             |                                 |                                 |                                 |   |  |                            |                                   |                            |   |  |                                  |                                  |                                  |
|  |                                          | Svezia                             | 1                                        |                             | Jugoslavia  | 4                               |                                 |                                 |   |  |                            |                                   |                            |   |  |                                  |                                  |                                  |
|  | Praga, Cecoslovacchia (Sintetico indoor) |                                    |                                          |                             | Jugoslavia  | 4                               |                                 |                                 |   |  |                            |                                   |                            |   |  |                                  |                                  |                                  |
|  |                                          |                                    | Cecoslovacchia                           | 1                           |             |                                 |                                 |                                 |   |  |                            |                                   |                            |   |  |                                  |                                  |                                  |
|  |                                          | Cecoslovacchia                     | Cecoslovacchia                           | 1                           | 4           |                                 |                                 |                                 |   |  |                            |                                   |                            |   |  |                                  |                                  |                                  |
|  |                                          | Cecoslovacchia                     |                                          |                             | 4           |                                 | Pau, Francia (Sintetico indoor) |                                 |   |  |                            |                                   |                            |   |  |                                  |                                  |                                  |
|  |                                          | Austria                            | 1                                        |                             |             |                                 |                                 |                                 |   |  |                            |                                   |                            |   |  |                                  |                                  |                                  |
|  |                                          |                                    |                                          |                             |             |                                 |                                 | Jugoslavia                      | 0 |  |                            |                                   |                            |   |  |                                  |                                  |                                  |
|  | Rennes, Francia (Terra indoor)           |                                    |                                          |                             |             |                                 |                                 | Jugoslavia                      | 0 |  |                            |                                   |                            |   |  |                                  |                                  |                                  |
|  |                                          |                                    | Francia                                  | 5                           |             |                                 |                                 |                                 |   |  |                            |                                   |                            |   |  |                                  |                                  |                                  |
|  |                                          | Israele                            | Francia                                  | 5                           | 0           |                                 |                                 |                                 |   |  |                            |                                   |                            |   |  |                                  |                                  |                                  |
|  |                                          | Israele                            | Nîmes, Francia (Terra)                   |                             | 0           |                                 |                                 |                                 |   |  |                            |                                   |                            |   |  |                                  |                                  |                                  |
|  |                                          | Francia                            | 5                                        |                             |             |                                 |                                 |                                 |   |  |                            |                                   |                            |   |  |                                  |                                  |                                  |
|  |                                          | Francia                            | 5                                        |                             | Francia     | 3                               |                                 |                                 |   |  |                            |                                   |                            |   |  |                                  |                                  |                                  |
|  | Perth, Australia (erba)                  |                                    |                                          |                             | Francia     | 3                               |                                 |                                 |   |  |                            |                                   |                            |   |  |                                  |                                  |                                  |
|  |                                          |                                    | Australia                                | 2                           |             |                                 |                                 |                                 |   |  |                            |                                   |                            |   |  |                                  |                                  |                                  |
|  |                                          | Belgio                             | Australia                                | 2                           | 0           |                                 |                                 |                                 |   |  |                            |                                   |                            |   |  |                                  |                                  |                                  |
|  |                                          | Belgio                             |                                          |                             | 0           |                                 |                                 |                                 |   |  |                            |                                   |                            |   |  |                                  |                                  |                                  |
|  |                                          | Australia                          | 5                                        |                             |             |                                 |                                 |                                 |   |  |                            |                                   |                            |   |  |                                  |                                  |                                  |

### Finale
| Francia 3 | Palais des Sports de Gerle, Lione, Francia 29 novembre - 1º dicembre 1991 sintetico (indoor) | Palais des Sports de Gerle, Lione, Francia 29 novembre - 1º dicembre 1991 sintetico (indoor) | Stati Uniti 1 |     |     |     |   |             |
| \| \| \| \| 1 \| 2 \| 3 \| 4 \| 5 \| \| \| - \| \| ---------------------------------------------------- \| ---- \| --- \| --- \| --- \| - \| ----------- \| \| 1 \| \| Guy Forget Andre Agassi \| 7 68 \| 2 6 \| 1 6 \| 2 6 \| \| \| \| 2 \| \| Henri Leconte Pete Sampras \| 6 4 \| 7 5 \| 6 4 \| \| \| \| \| 3 \| \| Guy Forget / Henri Leconte Ken Flach / Robert Seguso \| 6 1 \| 6 4 \| 4 6 \| 6 2 \| \| \| \| 4 \| \| Guy Forget Pete Sampras \| 7 6 \| 3 6 \| 6 3 \| 6 4 \| \| \| \| 5 \| \| Henri Leconte Andre Agassi \| \| \| \| \| \| non giocata \| |                                                                                              |                                                                                              |               |     |     |     |   |             |
| |                                                                                              |                                                                                              | 1             | 2   | 3   | 4   | 5 |             |
| 1 | Francia (bandiera) · Stati Uniti (bandiera)                                                  | Guy Forget Andre Agassi                                                                      | 7 68          | 2 6 | 1 6 | 2 6 |   |             |
| 2 | Francia (bandiera) · Stati Uniti (bandiera)                                                  | Henri Leconte Pete Sampras                                                                   | 6 4           | 7 5 | 6 4 |     |   |             |
| 3 | Francia (bandiera) · Stati Uniti (bandiera)                                                  | Guy Forget / Henri Leconte Ken Flach / Robert Seguso                                         | 6 1           | 6 4 | 4 6 | 6 2 |   |             |
| 4 | Francia (bandiera) · Stati Uniti (bandiera)                                                  | Guy Forget Pete Sampras                                                                      | 7 6           | 3 6 | 6 3 | 6 4 |   |             |
| 5 | Francia (bandiera) · Stati Uniti (bandiera)                                                  | Henri Leconte Andre Agassi                                                                   |               |     |     |     |   | non giocata |

## Turno di qualificazione al Gruppo Mondiale
Date: 20-22 settembre
| Città                                | Squadra ospitante | Punteggio | Squadra ospite |
| ------------------------------------ | ----------------- | --------- | -------------- |
| Manchester, Inghilterra (erba)       | Regno Unito       | 3-1       | Austria        |
| Bruxelles, Belgio (Terra)            | Belgio            | 4-1       | Israele        |
| San Paolo, Brasile (Terra)           | Brasile           | 4-1       | India          |
| L'Avana, Cuba (Cemento)              | Cuba              | 2-3       | Canada         |
| Bari, Italia (Terra)                 | Italia            | 4-1       | Danimarca      |
| Città del Messico, Messico (Terra)   | Messico           | 0-5       | Paesi Bassi    |
| Baden, Svizzera (Sintetico indoor)   | Svizzera          | 5-0       | Nuova Zelanda  |
| Manila, Filippine (Sintetico indoor) | Filippine         | 0-5       | Svezia         |

- Brasile, Regno Unito, Paesi Bassi e Svizzera promosse al Gruppo Mondiale della Coppa Davis 1992.
- Belgio, Canada, Italia e Svezia rimangono nel Gruppo Mondiale della Coppa Davis 1992.
- Cuba (AMN), Danimarca (EA), India (AO) e Filippine (AO) rimangono nel Gruppo I della Coppa Davis 1992.
- Austria (EA), Israele (EA), Messico (AMN) e Nuova Zelanda (AO) retrocesse nel Gruppo I della Coppa Davis 1992.

## Zona Americana

### Gruppo I
Squadre partecipanti
- Brasile — promossa al turno di qualificazione al Gruppo Mondiale
- Cuba — promossa al turno di qualificazione al Gruppo Mondiale
- Paraguay
- Perù — retrocessa nel Gruppo II della Coppa Davis 1992
- Uruguay

### Gruppo II
Squadre partecipanti
- Bahamas
- Barbados
- Bolivia
- Caraibi dell'Est
- Cile — promossa al Gruppo I della Coppa Davis 1992
- Colombia
- Costa Rica
- Ecuador
- El Salvador
- Giamaica
- Guatemala
- Haiti
- Rep. Dominicana
- Trinidad e Tobago
- Venezuela

## Zona Asia/Oceania
Squadre partecipanti
- Cina — retrocessa nel Gruppo I Play-off della Coppa Davis 1992
- Corea del Sud
- Filippine — promossa al turno di qualificazione al Gruppo Mondiale
- India — promossa al turno di qualificazione al Gruppo Mondiale
- Indonesia
- Giappone

### Gruppo II
Squadre partecipanti
- Arabia Saudita
- Bahrein
- Bangladesh
- Giordania
- Hong Kong
- Iraq
- Kuwait
- Malaysia
- Pakistan
- Singapore
- Siria
- Sri Lanka
- Taipei cinese — promossa al Gruppo I della Coppa Davis 1992

## Zona Euro-Africana

### Gruppo I
Squadre partecipanti
- Danimarca — promossa al turno di qualificazione al Gruppo Mondiale
- Finlandia
- Irlanda — retrocessa nel Gruppo II della Coppa Davis 1992
- Marocco — retrocessa nel Gruppo II della Coppa Davis 1992
- Paesi Bassi — promossa al turno di qualificazione al Gruppo Mondiale
- Polonia
- Portogallo
- Regno Unito — promossa al turno di qualificazione al Gruppo Mondiale
- Romania
- Svizzera — promossa al turno di qualificazione al Gruppo Mondiale
- Ungheria
- Unione Sovietica

### Gruppo II

#### Zona africana
Squadre partecipanti
- Algeria
- Camerun
- Costa d'Avorio
- Egitto
- Ghana
- Kenya — promossa al Gruppo I della Coppa Davis 1992
- Nigeria
- Rep. del Congo
- Senegal
- Togo
- Zambia
- Zimbabwe

#### Zona europea
Squadre partecipanti
- Bulgaria
- Cipro
- Grecia
- Lussemburgo
- Malta
- Monaco
- Norvegia — promossa al Gruppo I della Coppa Davis 1992
- Turchia